# Callistethus moultoni
Callistethus moultoni är en skalbaggsart som beskrevs av Ohaus 1910. Callistethus moultoni ingår i släktet Callistethus och familjen Rutelidae. Inga underarter finns listade.